# Asplenium achalense
Asplenium achalense är en svartbräkenväxtart som beskrevs av Georg Hans Emmo Wolfgang Hieronymus. Asplenium achalense ingår i släktet Asplenium och familjen Aspleniaceae. Inga underarter finns listade.